# Lillö (naturreservat)
Lillö är ett naturreservat i Höörs kommun i Skåne län.
Området är naturskyddat sedan 1937 och är 3 hektar stort.
Området tillsattes som naturreservat bl.a. för att skydda beståndet av jätteasp. Det råder för närvarande beträdnadsförbud på området.